# Villamartín de Campos
Villamartín de Campos ist ein nordspanisches Dorf in einer Gemeinde (municipio) mit 169 Einwohnern (Stand: 2024) in der Provinz Palencia in der Autonomen Gemeinschaft Kastilien-León. 

## Lage und Klima
Villamartín de Campos liegt in der Region Tierra de Campos auf der kastilischen Hochebene in einer Höhe von ca. 750 m. Die Provinzhauptstadt Palencia befindet sich mit ihrem Stadtzentrum etwa zehn Kilometer (Fahrtstrecke) westlich.
Das Klima im Winter ist durchaus kalt, im Sommer dagegen warm bis heiß; die eher spärlichen Regenfälle (ca. 470 mm/Jahr) fallen überwiegend im Winterhalbjahr.

## Bevölkerungsentwicklung
| Jahr      | 1970 | 1981 | 1991 | 2001 | 2011 | 2021 |
| Einwohner | 240  | 205  | 176  | 157  | 180  | 187  |

## Sehenswürdigkeiten

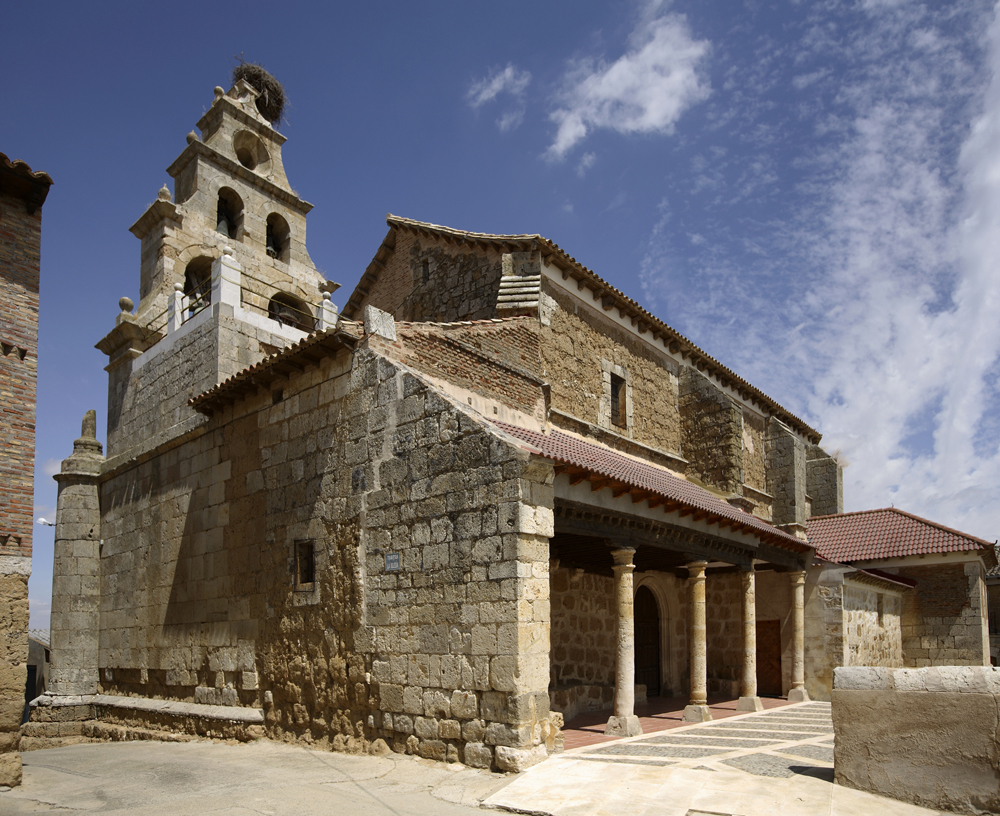
Salvatorkirche
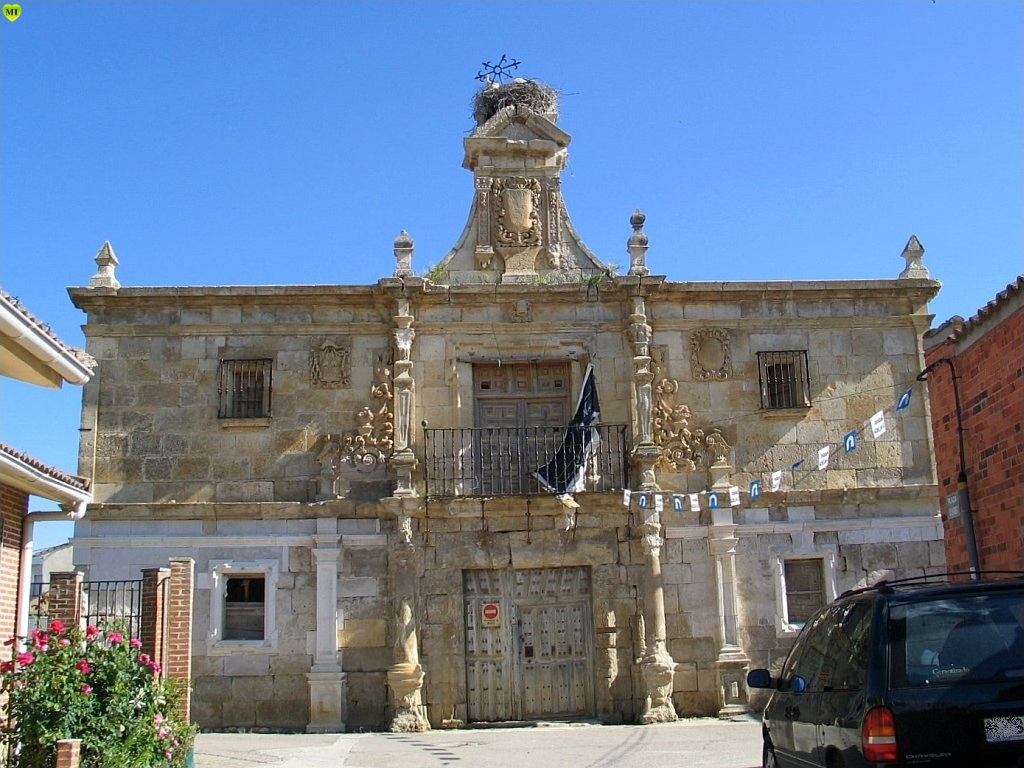
Palast
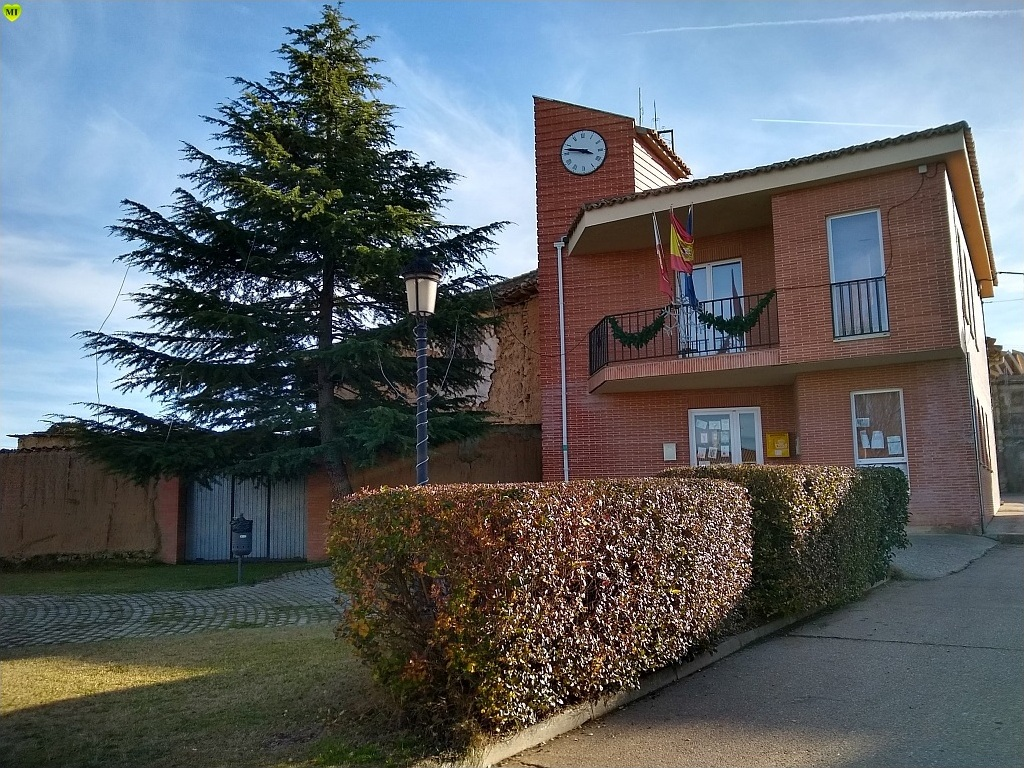
Rathaus

- Palast der Familie Martín

- Salvatorkirche
- Palast
- Rathaus